# Tullbergia mediantarctica
Tullbergia mediantarctica (лат.) — вид ногохвосток из семейства Tullbergiidae. Эндемик Антарктиды. Ледник Шеклтона (84° ю. ш., 176° з. д.) в Западной Антарктиде. Находки с Южных Шетландских островов оказались ошибочным определением.
Длина беловатого тела до 1,5 мм. Прыгательный отросток вилкообразной формы (фуркула) на нижней части брюшка и оцеллии отсутствуют, псевдооцеллии развиты (на каждом боку расположены по формуле: 11, 111, 11121). Коготки лапок без зубцов, но с длинными прямыми щетинками с каждого бока.